# Römisches (oder: Fünf Figuren im Raum)
Römisches (oder: Fünf Figuren im Raum) ist der Titel eines Gemäldes von Oskar Schlemmer aus dem Jahr 1925. Es wird auch mehrfach als Vier Figuren im Raum bezeichnet. Das Bild stellt ein Schlüsselwerk Schlemmers dar, war es doch das erste oder eines der ersten Werke des Künstlers in Museumsbesitz.
Das Werk wurde in der Münchner Ausstellung „Entartete Kunst“ gezeigt, die am 19. Juli 1937 in den Hofgartenarkaden eröffnet wurde.

## Stellung
Anlässlich der Stuttgarter Retrospektive von 2014 verortete Sven Behrisch den Künstler sowohl in der Avantgarde, als auch überraschend und zugleich überzeugend als klassisch: „[…] in Werken wie Duo von 1930 oder der Bauhaustreppe herrscht eine Ordnung, die sowohl geometrisch als auch sinnlich ist, sowohl archaisch als auch modern, dass sie eine rare Qualität erlangen: Sie werden klassisch.“ Dies gilt ebenso für Römisches, entstanden fünf bzw. sieben Jahre vor den genannten Werken. Auch hier sind die gemalten Figuren wie Plastiken konstruiert, die „auf akkurat gezeichneten Flächen immer wieder neu zu einem Skulpturenpark des Neuen Menschen“ zusammengeschoben werden. Zwei Frauen, zwei Männer, überlappend gemalt und doch keine Interaktion. Zumindest drei blicken in verschiedene Himmelsrichtungen, der vierte schräg in die vierte. Der Strenge der Komposition entspricht die Beziehungslosigkeit der Neuzeit. Noch strenger um die Achse der Symmetrie gebaut ist nur die Konzentrische Gruppe, ebenfalls entstanden 1925, ebenfalls gezeigt 1937 in der Ausstellung Entartete Kunst.

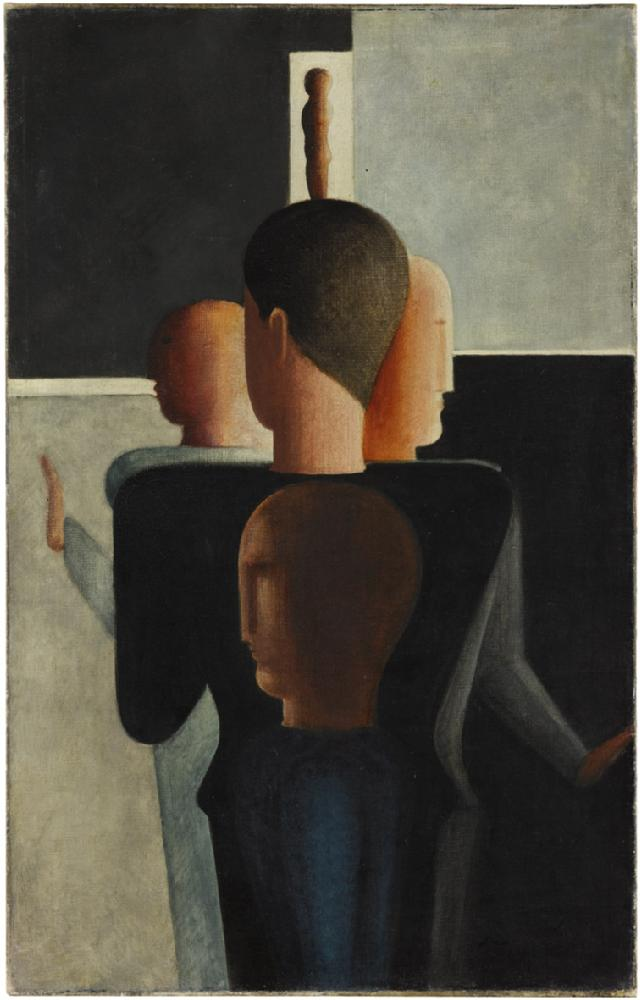
Konzentrische Gruppe, 1925, Staatsgalerie Stuttgart

## Provenienz
1927 wurde das Werk von Direktor Ernst Gosebruch für das Museum Folkwang in Essen erworben. 1932 wurde das Gemälde als Leihgabe in der Ausstellung Neuere Deutsche Kunst in Oslo gezeigt.
Nach der Machtergreifung der Nationalsozialisten im Januar 1933 wurden die Arbeiten Schlemmers als „Entartete Kunst“ klassifiziert und schließlich aus allen öffentlichen Sammlungen entfernt. Das Werk geriet in den Besitz des Reichsministerium für Volksaufklärung und Propaganda und wurde ab Juli 1937 – ebenso wie vier weitere Arbeiten Schlemmers – in der diffamierenden Ausstellung von München gezeigt. Im Jahr 1938 wurde der Berliner Kunsthändler Karl Buchholz mit der „Verwertung“ der beschlagnahmten Schlemmer-Werke beauftragt.
Das Basler Kunstmuseum erwarb insgesamt 21 Werke aus ehemaligem deutschen Museumsbestand. Davon wurden, über Vermittlung von Buchholz, sechs Arbeiten direkt vom Propagandaministerium angekauft, neben dem gegenständlichen Gemälde waren dies Schlemmers Frauentreppe und je eine Arbeit von Max Beckmann, Lovis Corinth, Franz Marc und Emil Nolde. Der Ankauf der beiden Gemälde von Schlemmer erfolgte 1939 mit einem Sonderkredit der Basler Regierung. Im Kupferstichkabinett des Museums finden sich weiters eine Vorstudie zum Gemälde (erworben 1953) und eine Aquarellstudie auf weisslichem Seidenpapier zum selben Thema (ebenfalls 1953 erworben).